# 스콴토

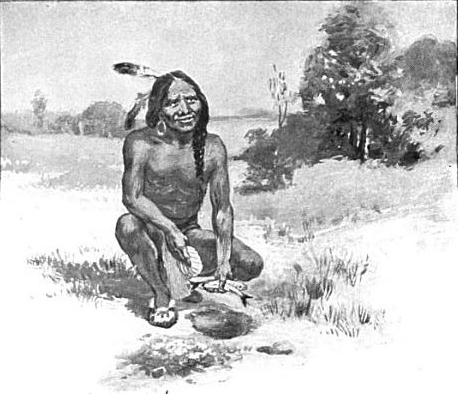
플리머스 식민지에 옥수수 경작을 가르치는 스콴토, 1911년 그림

스콴토 또는 티스콴텀(Tisquantum, 싸우는 스콴토로 더 잘 알려짐) (1580년 경 – 1622년 11월 30일)는 미국 인디언 종족인 파두셋 부족의 일원이다. 그는 토종 미국 인디언으로 신대륙에서 첫겨울을 보낸 후에 필그림들을 도왔으며, 그들의 생존에 큰 기여를 하였다. 파두셋 부족은 왐파노아그 연맹체의 갈래 부족이다.

## 생애
스콴토의 출생일은 알려지지 않았지만, 많은 사학자들이 1585년 1월 1일 또는 1582년으로 추측하고 있다. 그는 파두셋 마을에서 태어났으며, 그곳은 오늘날의 메사추세츠 플리머스 근처에 위치한다. 1605년 플리머스 회사의 소유주였던 페르디난도 조지 경을 위해 뉴잉글랜드의 해안을 탐사하고 있었던 조지 웨이머스 선장이 스콴토와 그의 종족 다섯명을 포로로 잡았다. 그는 그들을 모두 잉글랜드로 데려갔다. 조지는 스콴토에게 영어를 가르치고, 그를 통역자로 훈련을 시켰다.
1614년 스콴토는 존 스미스 선장이 이끄는 탐사대와 함께 뉴잉글랜드로 돌어왔다. 파두셋으로 돌아오는 도중에 그는 스미스 선장의 장교 중 한명이었던 영국인 토마스 헌트에 의해 납치를 당했다. 헌트는 생선과 옥수수 그리고 포로로 잡은 인디언들을 스페인 말라가에 팔 계획이었다. 그곳에서 헌트는 스콴토와 다른 인디언들을 스페인에 두당 20 파운드에 팔려고 했다.

### 미국으로 귀환
현지에 있던 몇몇 수도사들이 헌트의 납치 행각을 발각하고는 스콴토가 포함된 미국 인디언들에게 가톨릭 신앙을 가르치기 위해 데리고 갔다. 티스콴텀은 수도사들에게 그를 고향으로 보내달라고 설득했다. 그는 가까스로 런던에 도착했고, 그곳에서 영어를 가르쳐 준 조선업자 존 슬래니와 함께 몇 년을 일하면서 살았다. 슬래니는 티스콴텀을 데리고, 뉴펀들랜드에 있는 쿠퍼 만을 항해하는데 데리고 갔다. 고향인 뉴잉글랜드에 가기위해 티스콴텀은 북미의 동해안을 탐사하는 역할을 맡아서 그 탐사에 참가를 했다. 그 계획이 실현되지 못하자, 1618년 다시 잉글랜드로 돌아왔다.
마침내 1619년 스콴토는 뉴잉글랜드의 해안을 탐사하는 탐사대에 참가하여 그의 고향으로 돌아왔다. 그는 곧 뉴잉글랜드 해안의 다수 종족인 파두셋 부족을 발견했지만, 그들은 이미 천연두로 의심되는 몇 년에 걸친 전염병으로 많은 이들이 죽은 이후였다. (2010년 연구 조사에서 이 전염병이 렙토스피로시스라고 주장하는 논문이 발표되었다.)
미국 원주민들은 이 전에는 그러한 질병에 노출된 적이 없었기 때문에, 유럽인들의 질병에 자연 면역을 가지고 있지 않았다. 이러한 풍토병은 수백 년간 아시아와 유럽에서 유행을 하여 그들에게는 어느 정도 면역이 형성되어 있었다.

## 필그림과의 만남
1621년 3월 22일, 왐파노아그 족의 추장 마사소이트를 방문하고 있던 아베나키 족 대추장 사모셋은 그들이 전에 살았던 마을 근처에 있던 플리머스 식민지 사람들에게 스콴토를 소개했다. 그가 필그림에게 옥수수 경작법을 가르쳐 가혹한 첫 겨울을 이겨내도록 했다고 널리 알려져 있다. 1621년, 스티픈 홉킨스와 에드워드 윈슬로가 왐파노아그 추장 마사소이트에게 외교 사절로서 내륙을 여행할 때 안내자이자, 통역사로서의 역할을 맡았다. 그해 윌리엄 브랫퍼드 지사의 연이은 외교 임무를 맡던 중 배반자였던 부추장 코비턴트에 대한 정보를 수집하다가 네마스켓 마을(오늘 날의 매사추세츠 미들버러에 위치)에서 붙잡히게 된다.
마일스 스탠디시는 플리머스에서 10명의 정착민을 이끌고 스콴토를 구출하기 위해 나섰다. 그가 살아 있으면 구출을 하고, 살해당했다면 복수를 하기 위함이었다. 그는 다행히도 살아있었고, 플리머스 필그림들의 환호를 받으며 돌아왔다. 그리고 그곳에서 그는 식민지를 보조하는 중요한 역할을 지속하였다. 스콴토가 비록 인디언 부족 연합을 위해 일을 했지만, 처음에 그를 필그림 연락관으로 지목했던 추장 마사소이트는 개척민들과 부족의 협상을 하는데는 스콴토를 신뢰하지 않았다. 그는 스콴토를 감시하기 위해 호보목을 파견했고, 그에게 두 번째 대리인으로서의 역할을 부여했다.

## 죽음
왐파노아그 족과 필그림 사이에 손상된 관계를 회복하기 위한 회합에서 돌아오는 도중에 스콴토는 열병으로 쓰러지게 된다. 그의 코에서는 출혈이 시작되었다. 어떤 사학자들 중에는 스콴토가 추장을 배신했다고 여겨져 왐파노아그 족에 의해 중독되었을 것이라고 의심하는 사람도 있다. 몇 일 후 스콴토는 1622년 매사추세츠 채트햄에서 사망하게 된다. 그는 표식도 없는 곳에 매장되었으며, 플리머스의 묘지였던 뷰리얼 힐에 매장된 것으로 추정된다. 왐파노아그와 필그림 사이의 평화는 이후 50년간 지속되었다.
윌리엄 브래드퍼드 지사는 그의 저서 《잉글랜드 정착민들의 역사》(Bradford's History of the English Settlement)에서 스콴토의 죽음에 대해 다음과 같이 썼다.
여기(마나모익 만)에서 스콴토가 코에서 다량의 출혈을 일으키며 인디언 열병으로 쓰러졌다. 인디언들은 그것을 죽음의 증상으로 받아들였으며, 몇 일 후 그는 사망했다. 스콴토는 지사에게 그를 위해 천국에 있는 잉글랜드 인들의 신에게 가게 해달라고 기도를 간청했다. 그리고 몇 가지 물건들을 그의 잉글랜드인 친구들에게 유물로 남겼다. 그의 죽음은 엄청난 손실이었다.

## 유산
그의 이름은 매사추세츠 남부 해변에 곳곳에 남아 있으며, 가장 유명한 것은 퀸시에 있는 스콴텀이다.

## 같이 보기
- 마사소이트
- 플리머스 식민지
- 사모셋